# مونریولو
مونریولو (به ایتالیایی: Moncrivello) یک کومونه در ایتالیا است که در 35 کیلومتری غربی استان ورسلی واقع شده‌است. مونریولو ۲۰٫۲ کیلومترمربع مساحت و ۱٬۴۴۴ نفر جمعیت دارد و ۲۰۶ متر بالاتر از سطح دریا واقع شده.